# 대한민국 형법 제25조
대한민국 형법 제25조는 미수범에 대한 형법총칙의 조문이다.

## 조문
제25조(미수범) ① 범죄의 실행에 착수하여 행위를 종료하지 못하였거나 결과가 발생하지 아니한 때에는 미수범으로 처벌한다.
②미수범의 형은 기수범보다 감경할 수 있다.

第25條(未遂犯) ① 犯罪의 實行에 着手하여 行爲를 終了하지 못하였거나 結果가 發生하지 아니한 때에는 未遂犯으로 處罰한다.
②未遂犯의 刑은 旣遂犯보다 減輕할 수 있다.

## 비교 조문
일본형법 제43조(미수 감면) 범죄의 실행에 착수하여 이를 완수하지 못한 자는 그 형을 감경할 수 있다. 단, 자기의 의사에 의하여 범죄를 중지한 때에는 그 형을 감경 또는 면제한다.

## 같이 보기
- 미수